# Giovanni Martinelli (peintre)
Pour les articles homonymes, voir Martinelli.
Giovanni Martinelli (Montevarchi, Arezzo, 1600 - Florence, 1659) est un peintre italien baroque, actif principalement à Florence.

## Biographie

### Formation et début de carrière
Martinelli a commencé son apprentissage dans l'atelier de Jacopo Ligozzi à Florence et y est resté jusqu'en 1625. On sait peu de choses sur ses débuts en tant qu'artiste. Il semble cependant qu'il ait eu un succès relatif, considérant que le commandant de l'ordre de Saint-Jean de Jérusalem et défunt patron du Caravage, Fra Francesco Dell'Antella, lui a commandé en 1622 un certain nombre d'œuvres (maintenant perdues) pour l'église de San Leonardo à Grosseto.

### Sous l'influence du Caravage
Il a certainement travaillé à Rome, commençant une longue et profitable période d'études. Là, il est probablement entré en contact avec les peintures de Caravage et le mouvement caravagesque. Cette thèse est confirmée par le style que Martinelli a adopté dans le retable avec le Miracle de la Mule aujourd'hui dans l'église San Francesco à Pescia, Pistoia. Créé en 1632, le tableau démontre une profonde adhésion à la leçon caravagesque en termes de maîtrise naturaliste et d'utilisation de la lumière.

### Peintre d'allégories
Pendant toutes ces années, Martinelli a également peint des allégories caractérisées par l'influence dominante de Orazio et Artemisia Gentileschi aussi bien que les Français Vouet et Valentin de Boulogne. Les visages des protagonistes dans les peintures de ces années sont rendus avec une clarté exceptionnelle, d'inspiration caravagesque, et illuminés par des tons extraordinairement clairs et froids. Il importa à Florence un naturalisme lumineux, fortement idéalisé, avec une technique parfaite du dessin qui le placent aux côtés des grands interprètes florentins des figures à mi-corps, comme dans le Joueur de violon d'Atlanta et La Joueuse d'épinette de Clermont-Ferrand.
En 1636, il est inscrit l'Accademia del Disegno à Florence. En partie sous l'influence des œuvres de Francesco Furini et de Cesare Dandini, il commence à peindre des allégories plus complexes et à assombrir la gamme des couleurs. Bien que dépourvues de toute référence chronologique, les peintures réalisées dans cette période se distinguent clairement de celles créées dans les périodes antérieures.
En 1638, Martinelli compléta une série de fresques pour la Chartreuse de Galluzzo, près de Florence.
L'artiste est mort en 1659, laissant un travail important qui mérite beaucoup plus de félicitations que ce qu'il a reçu[non neutre].

## Postérité
Inexplicablement ignoré par les biographes et les historiens d'art, Martinelli a longtemps été laissé dans l'ombre. Comme l'a suggéré Luigi Lanzi dans son Histoire de la peinture en Italie en 1847, ses travaux méritent cependant beaucoup plus d'attention. Au 400e anniversaire de sa naissance, l'artiste a finalement reçu la reconnaissance qu'il mérite. Il a été le sujet, d'abord, d'un volume monographique  contenant divers essais consacrés aux aspects de sa brillante production sacrée et profane, à la fois sur toile et dans les fresques, et, par la suite, d'une exposition organisée par les Offices dans sa ville natale.

## Œuvre
C'est un adepte assidu de l'allégorie. En parfaite harmonie avec le climat philosophique et moral pratiqué par les académies locales, il possédait une habileté remarquable à rendre le symbolique dans ses figures. Ses œuvres allégoriques sont d'une élégance rare et d'une noblesse formelle raffinée, ayant peu à envier aux autres représentants du Seicento florentin, tels que Francesco Furini, Cesare Dandini et Lorenzo Lippi.
Il s'est concentré sur l'élégance et la beauté de la figure féminine. La plupart des femmes protagonistes de ses peintures sont illustrées par de longues et minces mains, des lèvres vermillon légèrement écartées et les cheveux retenus par un ruban, comme dans la série de Quatre Allégories dédiées aux Arts du [Quadrivium] exécutées pour la Famille Rospigliosi.
Il a également consacré une grande partie de son travail à la peinture de sujets religieux et d'histoires bibliques, avec de fortes connotations morales. Parmi ceux-ci, l'extraordinaire Fête de Balthasar et l'Ecce Homo des Offices ou le Jugement de Salomon à Staatliche Kunsthalle Karlsruhe.
Le rendu exceptionnel des objets par l'artiste, quel que soit le sujet, reflète son intérêt pour la nature.
- Le Banquet de Balthazar (1653 pour Ridolfo Dei), huile sur toile, 228 × 341 cm, Musée des Offices, Florence[5]
- Nature morte aux roses, aux asperges, aux pivoines et aux œillets (1647), huile sur toile, 59 × 70 cm, Palais Pitti, Florence[5]

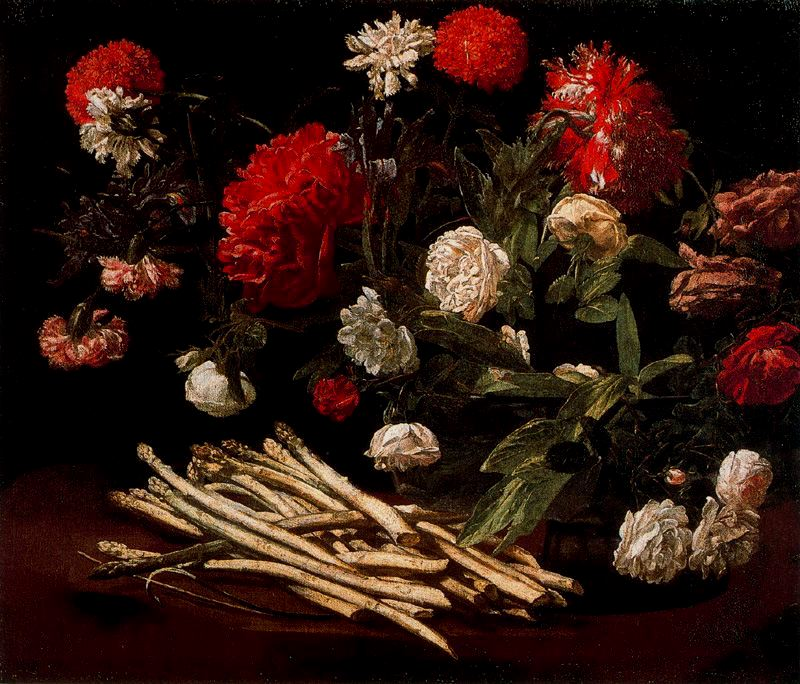
Nature morte de fleurs (1647) Palais Pitti
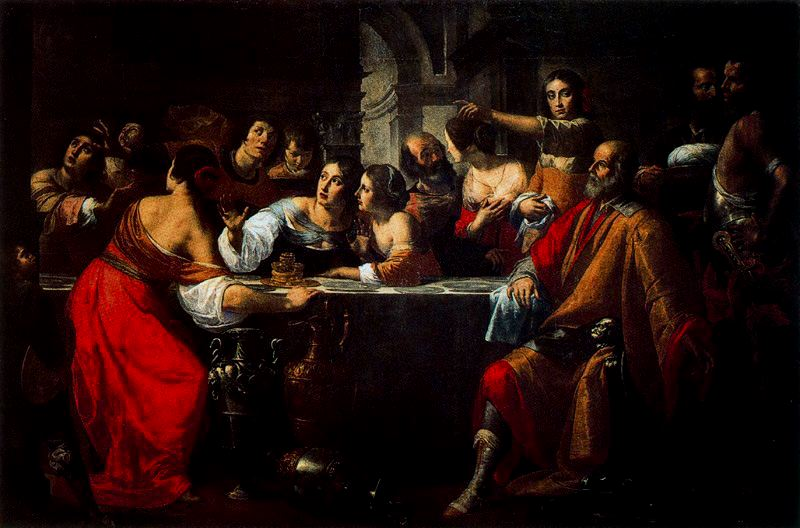
Le Banquet de Balthasar (1653) Musée des Offices
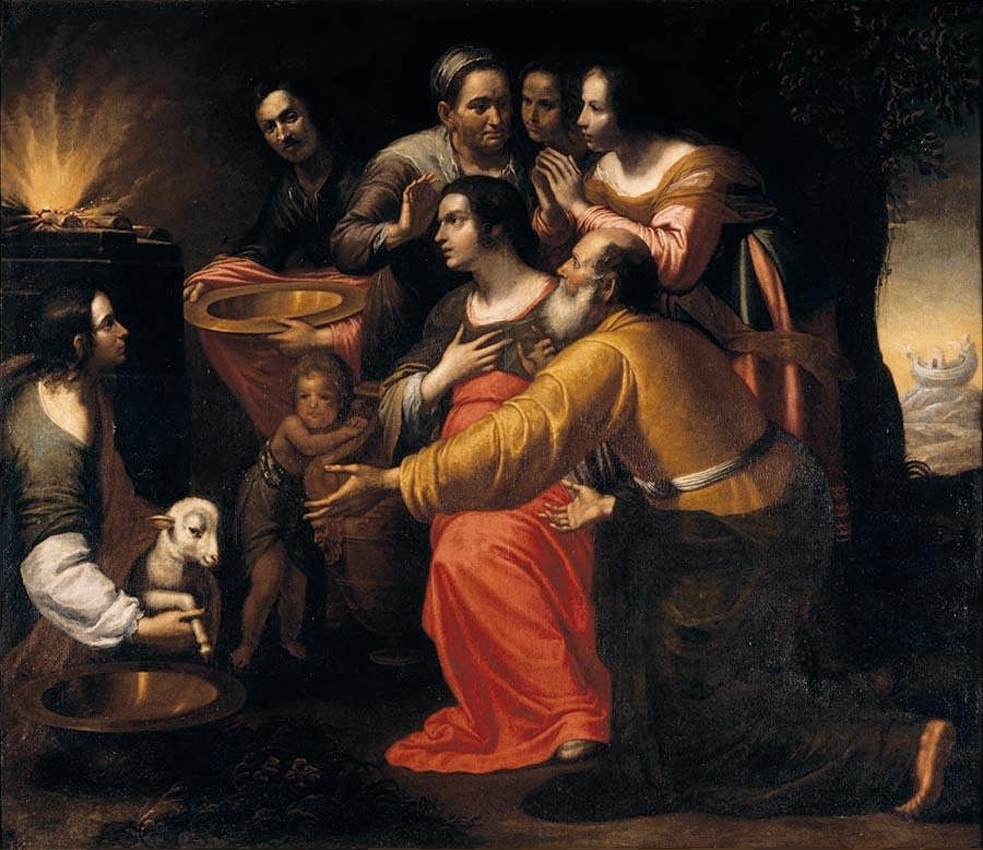
Le Sacrifice de Noé
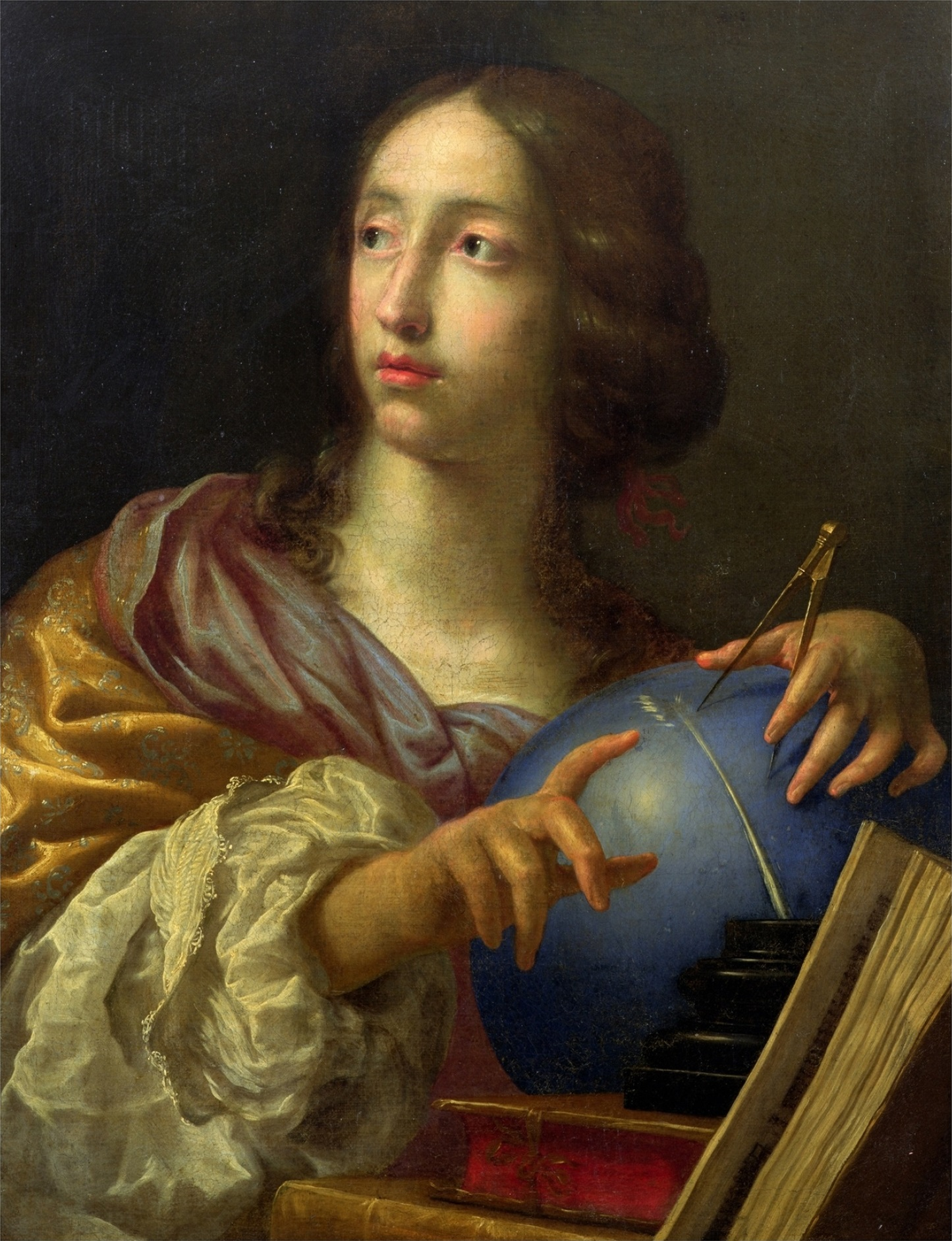
Allégorie de l'Astronomie
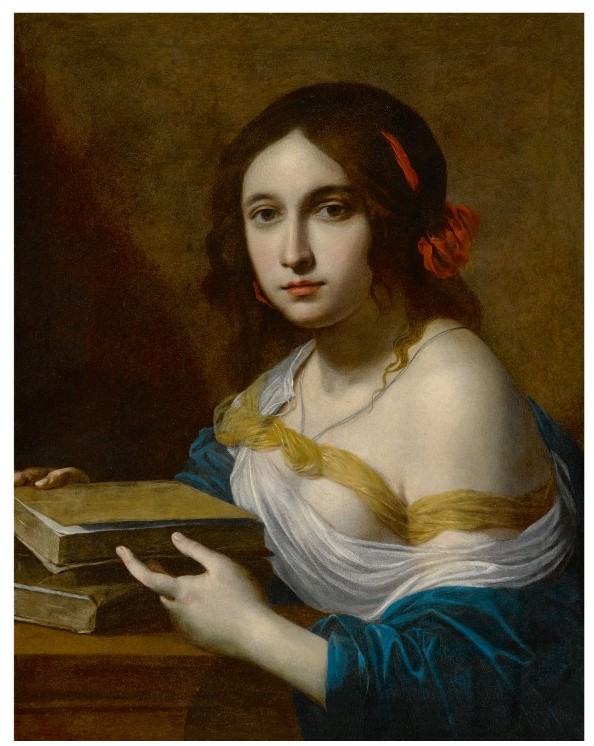
Allégorie de la Sagesse (1640-1645)
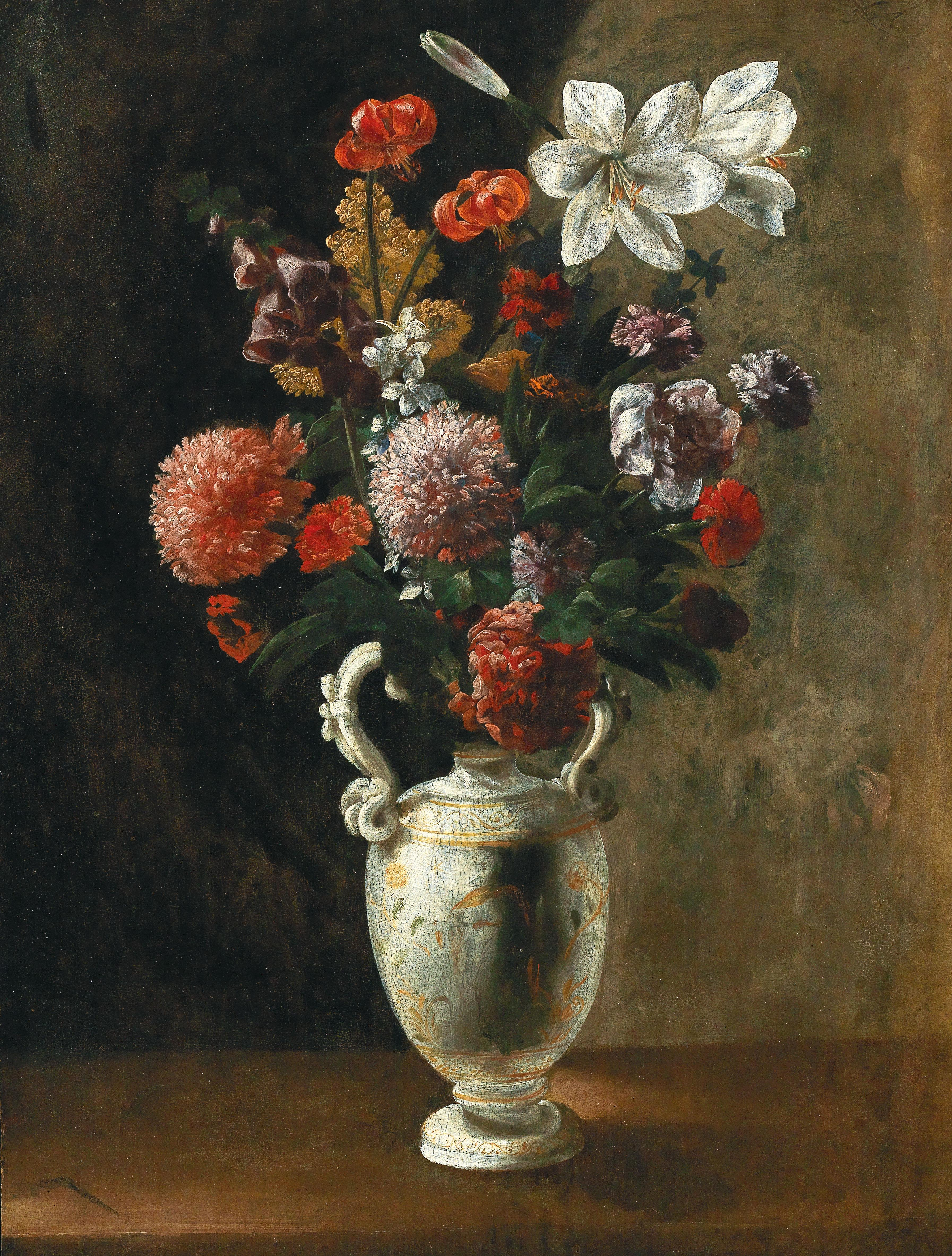
Roses, digitales, pivoines, œillets et lys, dans un vase en majolique
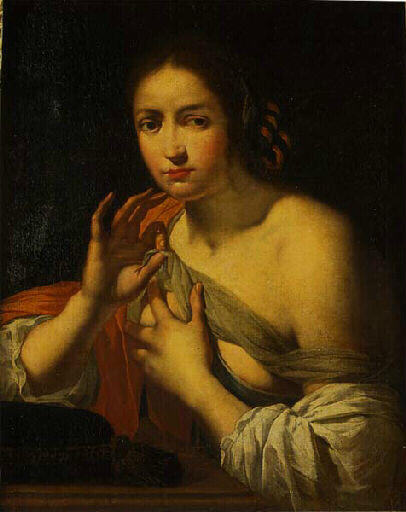
Portrait de jeune femme Musée des Beaux-Arts de Chambéry
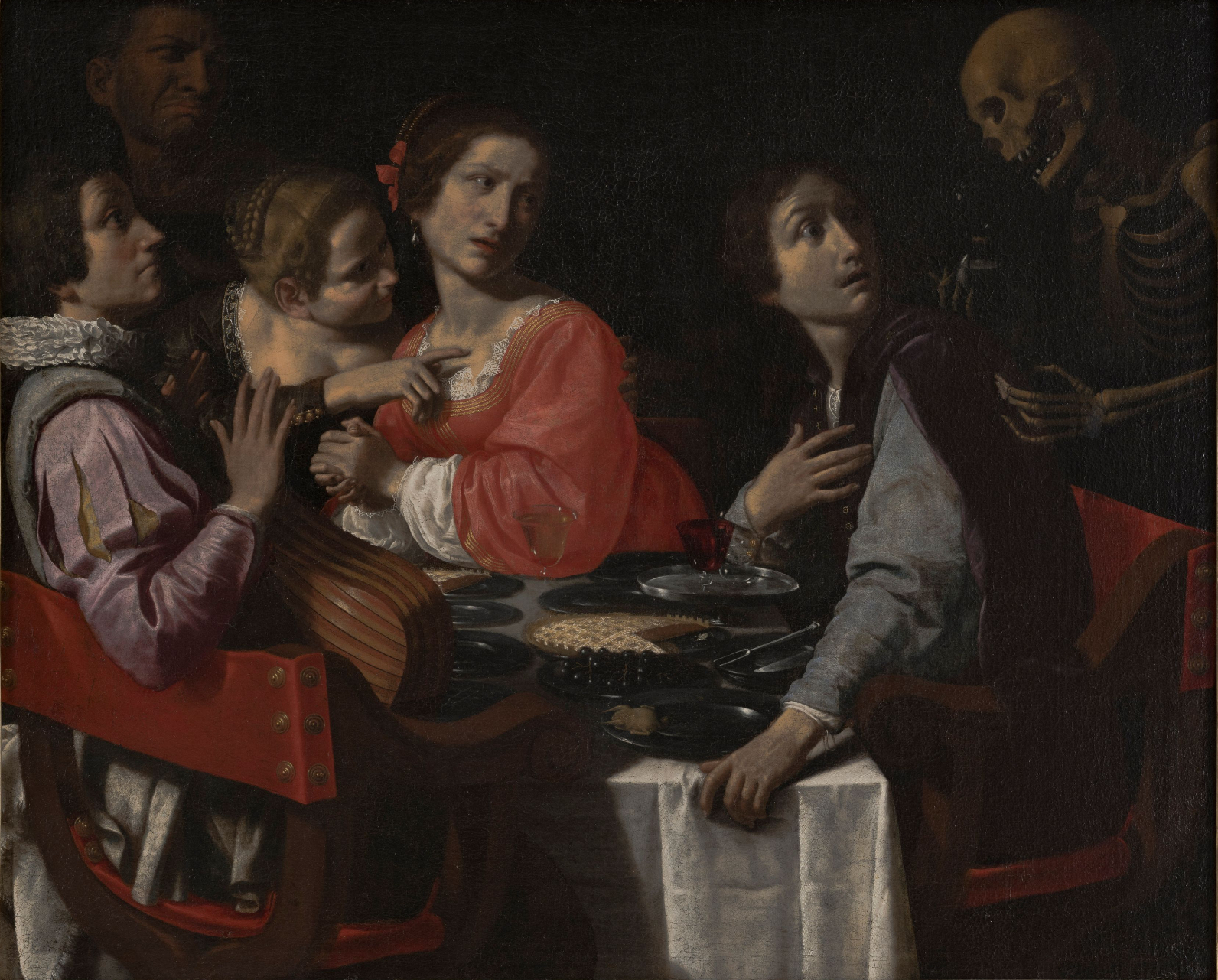
La Mort s'invite à table
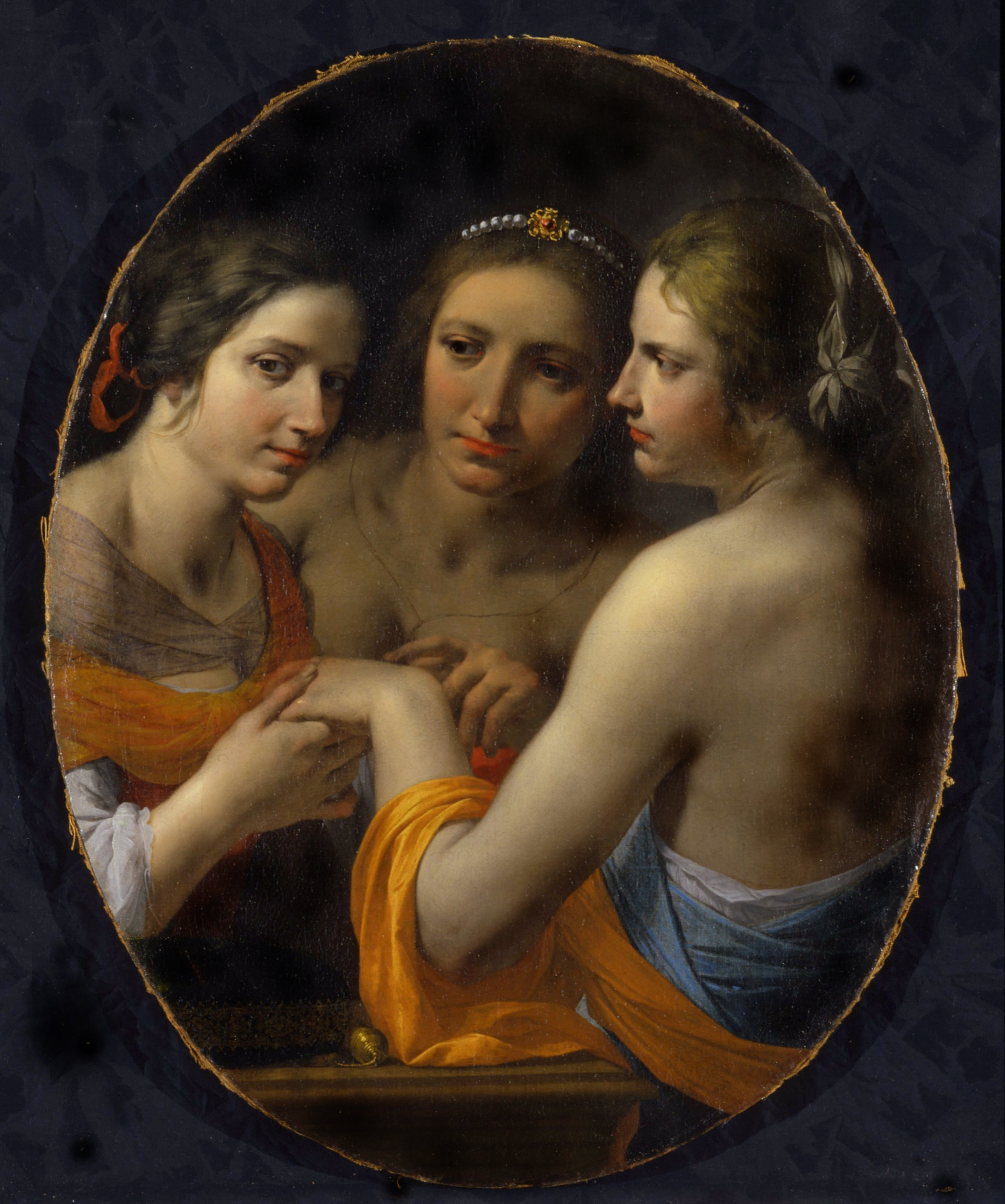
Les Trois Grâces
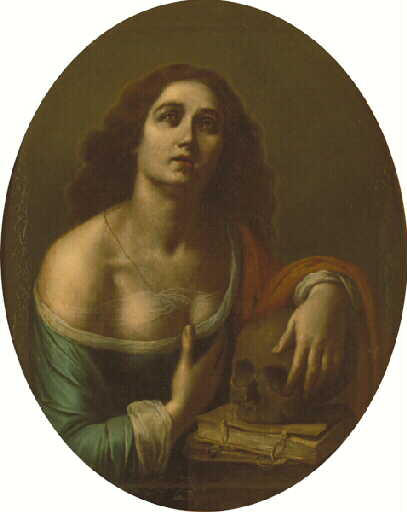
Madeleine pénitente Musée des Ursulines de Mâcon
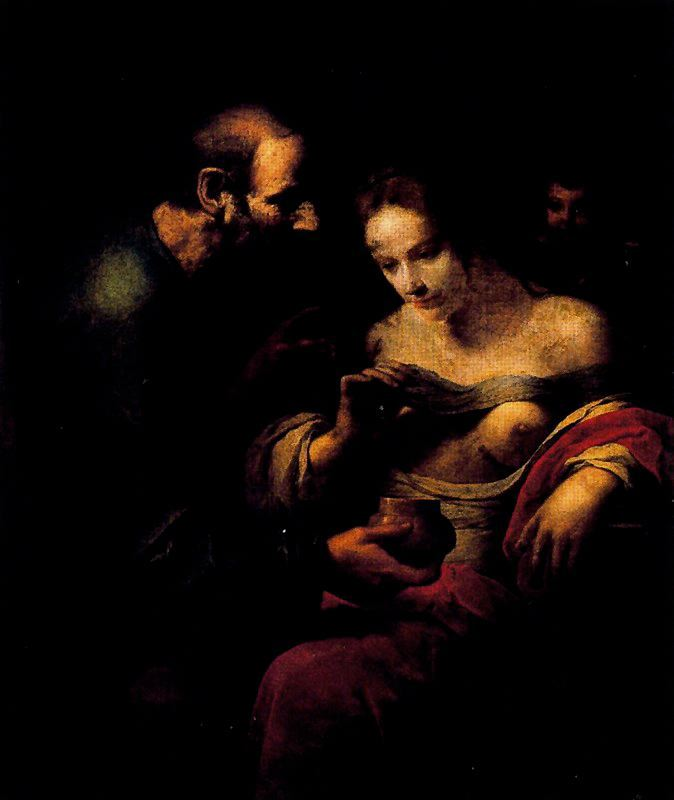
Saint Agueda soignée par saint Pierre en prison, Musée du Prado